# Genesia Rosato
Genesia Rosato (29 settembre 1957) è un'ex ballerina britannica.

## Biografia
Nata in una famiglia di origini italiane nel Surrey, Genesia Rosato iniziò a studiare danza a Worthing e nel 1972, all'età di quindici anni, fu ammessa alla Royal Ballet School. Nel 1976 fu scritturata dal Royal Ballet, con cui avrebbe danzato per oltre quarant'anni fino al ritiro dalle scene nel 2016, prima in veste di solista (dal 1982) e poi come prima ballerina caratterista (dal 1993).
Nel 1978 danzò nel ruolo di Luisa Maria del Belgio in occasione della prima mondiale del Mayerling di Kenneth MacMillan al Covent Garden e negli anni seguenti avrebbe danzato nelle prime assolute di diversi altri balletti, tra cui Rhapsody di Frederick Ashton nel 1980. Con la compagnia ha danzato sia in ruoli da protagonista, come quello di Natalia in A Month in the Country (Ashton) o l'eponima protagonista in Anastasia (MacMillan), che in ruoli da co-protagonista (Myrtha in Giselle, Fata dell'Estate in Cenerentola) e parti da caratterista, come Carabosse ne La bella addormentata o la Regina ne Il lago dei cigni.